# Torneo ATP de Melbourne 2021 I
El Great Ocean Road 2021 fue un evento de tenis de la ATP Tour 250 serie. Se disputó, por única vez, en Melbourne, Australia desde el 1 hasta el 7 de febrero de 2021.

## Distribución de puntos
| Modalidad            | Campeón | Finalista | Semifinales | Cuartos de final | 2ª ronda | 1ª ronda | Clasificados | 2ª ronda de clasificación | 1ª ronda de clasificación |
| Individual masculino | 250     | 165       | 100         | 50               | 25       | 0        | 13           | 7                         | 0                         |
| Dobles masculino     | 250     | 150       | 90          | 45               | 20       | 0        | -            | -                         | -                         |

## Cabezas de serie

### Individuales masculino
| Tenista              | Ranking | Preclasificado |
| David Goffin         | 14      | 1              |
| Karen Khachanov      | 20      | 2              |
| Hubert Hurkacz       | 29      | 3              |
| Jannik Sinner        | 36      | 4              |
| Nikoloz Basilashvili | 39      | 5              |
| Reilly Opelka        | 40      | 6              |
| Miomir Kecmanović    | 42      | 7              |
| Aleksandr Búblik     | 45      | 8              |
| Tennys Sandgren      | 50      | 9              |
| Jordan Thompson      | 52      | 10             |
| Laslo Djere          | 56      | 11             |
| Sam Querrey          | 56      | 12             |
| Aljaž Bedene         | 58      | 13             |
| Pablo Andújar        | 59      | 14             |
| Vasek Pospisil       | 61      | 15             |
| Feliciano López      | 63      | 16             |

- Ranking del 25 de enero de 2021.[2]

### Dobles masculino
| Tenista                              | Ranking | Preclasificado |
| Juan Sebastián Cabal Robert Farah    | 3       | 1              |
| Jamie Murray Bruno Soares            | 30      | 2              |
| Ivan Dodig Filip Polášek             | 33      | 3              |
| Pierre-Hugues Herbert Henri Kontinen | 56      | 4              |
| Marcus Daniell Michael Venus         | 58      | 5              |
| Marcelo Arévalo Matwé Middelkoop     | 97      | 6              |
| Luke Bambridge Dominic Inglot        | 122     | 7              |
| Aleksandr Búblik Andrey Golubev      | 178     | 8              |

## Campeones

### Individual masculino
Jannik Sinner venció a  Stefano Travaglia por 7-6(7-4), 6-4

### Dobles masculino
Jamie Murray /  Bruno Soares vencieron a  Juan Sebastián Cabal /  Robert Farah por 6-3, 7-6(9-7)